# Jakovlev Jak-55
Jakovlev Jak-55 je sovětský, resp. ruský jednomístný jednomotorový celokovový akrobatický středoplošník z 80. let 20. století, postavený na bázi stroje Jakovlev Jak-50.

## Vývoj
Konstrukční práce a stavba prototypu byly zahájeny v květnu 1980 v závodě č. 116 v Arseněvu, následně se tým i prototypová dílna přestěhovala do závodu č. 475 ve Smolensku.
První prototyp stroje Jak-55 vzlétl v květnu roku 1981 za jehož řízením seděl zkušební pilot Oleg Buligin. Další prototypy testovali zejména M. Molčanjuk, V. Smolin a N. Nikitjuk.
Dne 5. května 1989 byla zalétána modifikovaná verze Jak-55M. Křídlo mělo zmenšené rozpětí s křidélky se zvětšenou plochou. Vylepšen byl také podvozek s novými koly a účinnějšími hydraulickými brzdami.

## Sportovní úspěchy
První soutěž absolvoval v srpnu 1982 na XI. mistrovství světa v rakouském Spitzerbergu Jakovlev Jak-55 s č. 3. M. Molčanjuk se strojem skončil na šestnáctém místě.
Na XII. mistrovství světa v maďarské Békéscsabě již startovaly dva Jaky-55 (č. 3 a 07) s nově upraveným křídlem. Rozpětí bylo prodlouženo a profil ztenčen. V. Smolin se strojem vylétal páté místo, Ch. Makagonová byla první.
Na V. mistrovství Evropy letecké akrobacie v Českých Budějovicích, konaném v roce 1985, soutěžili sovětští piloti na dvou letounech Jak-55 (č.3 a 55) s novými třílistými automaticky stavitelnými vrtulemi Hofmann, které byly zaměněny za původní dvoulisté stavitelné V-530TA-D35. V. Smolin obsadil čtvrté místo, V. Jajkovová první.
Letoun se užívá zejména v aeroklubech zemí bývalého SSSR, vyváží se i na zahraniční trhy.

## Specifikace

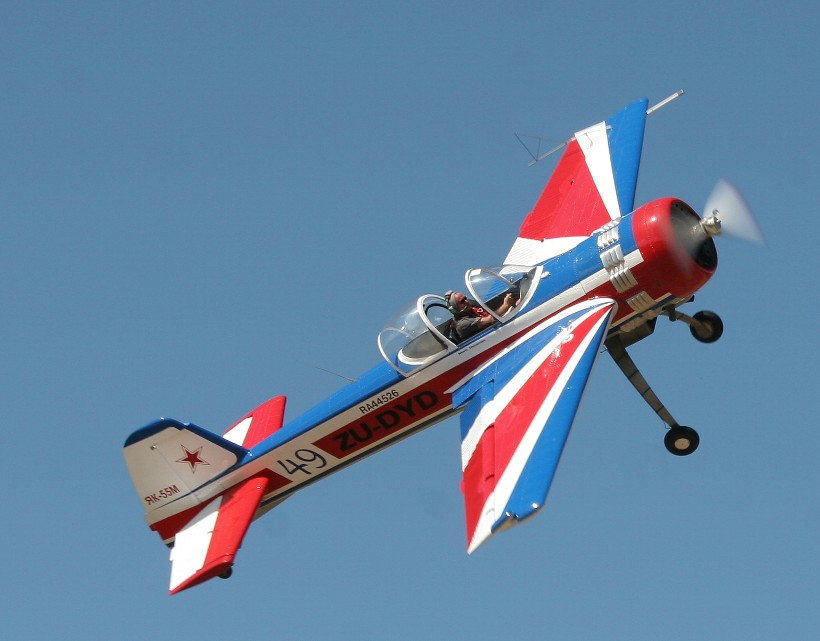
Jak-55 (ZU-DYD), pilot Mark Hensnam, Cape Town, 2006

### Technické údaje
- Osádka: 1
- Rozpětí: 8,20 m
- Délka: 7,48 m
- Výška: 2 m
- Nosná plocha: 14,3 m²
- Hmotnost prázdného stroje: 640 kg
- Maximální vzletová hmotnost: 840 kg
- Pohonná jednotka: 1 × vzduchem chlazený hvězdicový devítiválec Ivčenko M-14P
- Výkon motoru: 265 kW

### Výkony
- Maximální rychlost: 320 km/h
- Stoupavost: 16 m/s